# Воронов, Пётр Яковлевич
Воронов Пётр Яковлевич (14 октября 1918 — 16 сентября 1990) — военнослужащий Советской Армии, полный кавалер Ордена Славы.

## Биография
Родился в деревне Покровское ныне Мариинского района Кемеровской области, работал на шахте в г. Сталинске. В армии с июня 1941 года, в боях в Великой Отечественной войне с июля 1941 г. Командир расчёта 76-мм орудия 1086-го полка. Воевал под Сталинградом был ранен, после госпиталя направили в пехоту, командир отделения, командир взвода, в 1943 г. получил медаль «За отвагу». С 1944 г. и до конца войны служил в артиллерии командиром расчёта 76-мм орудия. Ранен в боях за Берлин, демобилизован в октябре 1945 г. Жил в Новокузнецке. Умер 16 сентября 1990 г.

## Награды
- Орден Отечественной войны 1-й степени
- орденами Славы всех трех степеней,
- медаль «За отвагу»
- Медаль «За освобождение Варшавы»
- Медаль «За взятие Берлина»